# 松澤裕介
松澤 裕介（まつざわ ゆうすけ、1992年7月1日 - ）は、愛知県春日井市出身の元プロ野球選手（外野手）、野球指導者。左投左打。NPBでは育成選手であった。C.L.C代表。

## 経歴

### プロ入り前
春日井市立中部中学校時代は、春日井リトルシニアに所属。
誉高時代は、1番センターとしてレギュラーの座をつかんだが、3年夏は西春高校に敗れて3回戦敗退。
その後、東海地区大学野球連盟に所属する朝日大学に入学するが、打撃タイトルなどを獲得することはできなかった。
2015年、四国アイランドリーグplusの香川オリーブガイナーズへ入団した。

### 独立リーグ時代
2015年は、主に中堅手としてレギュラーに定着し、68試合の出場で打率.275、10本塁打、43打点、1盗塁の成績で打点王に輝いた。また、6月7日からのリーグの北米遠征選抜チーム「四国アイランドリーグplus ALL STARS」のメンバーに選出され、打率.322を記録し読売新聞のMVPに選ばれた。
シーズン終了後の10月22日に行われたプロ野球ドラフト会議において、読売ジャイアンツ（巨人）から育成3位指名を受けた。ドラフト後に行われた指名挨拶では「東京ドームでホームランを打ちたい」などと発言した。その後のメディカルチェックで左手手指関節靭帯損傷が発覚し、11月20日、治療に時間を要するため入団を辞退することが発表された。2016年シーズンも香川に残留すると報じられた。
2016年前期は故障の影響が残り、打率.271、打点7、1本塁打の成績だったが、北米遠征選抜チームに2年連続で選ばれた。最終的に2016年は打率.253、打点17、2本塁打の成績であった。10月20日のプロ野球ドラフト会議で、前年に続き読売ジャイアンツから育成8位で指名された。育成選手ドラフトで複数回指名されたのは史上初。11月21日、支度金300万円、年俸240万円で巨人と仮契約し、背番号は014に決まった。

### 巨人時代
2017年は三軍での試合出場が主であり、84試合出場、打率.199、2本塁打、13打点と苦しんだ。二軍にも1試合だけ出場したが、1打席ノーヒットに終わっている。2018年はキャンプ中に恥骨骨折が判明、シーズン中も故障に見舞われた。
2018年10月26日に巨人軍より翌年の契約を行わないことを通知され、10月31日、自由契約公示された。11月13日の12球団合同トライアウトに参加、5回打席に立ち1安打1四球であった。トライアウトの打席は参加者の中で最後だった。

### 現役引退後
トライアウト後に野球から引退することを決意し、香川在籍時に知遇を得た企業の社長から「将来、社長になれる素質がある」とスカウトされ（そのほかにも約30社の企業からオファーがあったという）、その建設会社に入社することになった。
その会社で営業の経験を積んだのち、「C.L.C」という会社を起業し、代表に就任。「Baseball Adviser」と称して、岐阜県内の幼稚園や保育園で出張野球塾を行っている。また、2021年から野球塾関係者の推薦で、現役時代に在籍経験がなかった中日ドラゴンズが運営する「ドラゴンズベースボールアカデミー」のコーチに就任した。同年5月に新型コロナウイルス感染症陽性の判定を受けたが、スクール生やアカデミー関係者に濃厚接触者はいなかった。
2022年2月15日、四国アイランドリーグplus・徳島インディゴソックスの打撃コーチに就任することが発表された。アイランドリーグには6年ぶりの復帰となる。1シーズン務め、シーズン終了後の12月17日に今期契約満了をもって退団することが発表された。
2023年4月23日投開票の春日井市議会議員選挙に無所属で立候補したが、落選となった。

## 詳細情報

### 年度別打撃成績
- 一軍公式戦出場なし

### 独立リーグでの打撃成績
以下の数値は四国アイランドリーグplusウェブサイト掲載の各シーズン選手成績による。
| 年 度     | 球 団     | 打 率 | 試 合 | 打 席 | 打 数 | 得 点 | 安 打 | 二 塁 打 | 三 塁 打 | 本 塁 打 | 打 点 | 三 振 | 四 球 | 死 球 | 犠 打 | 犠 飛 | 盗 塁 | 長 打 率 | 出 塁 率 | 併 殺 打 | 失 策 |
| --------- | --------- | ----- | ----- | ----- | ----- | ----- | ----- | -------- | -------- | -------- | ----- | ----- | ----- | ----- | ----- | ----- | ----- | -------- | -------- | -------- | ----- |
| 2015      | 香川      | .275  | 68    | 282   | 255   | 32    | 70    | 9        | 1        | 10       | 43    | 46    | 19    | 4     | 3     | 1     | 1     | .435     | .333     | 6        | 3     |
| 2016      | 香川      | .253  | 65    | 267   | 237   | 26    | 60    | 8        | 3        | 2        | 17    | 29    | 21    | 6     | 1     | 2     | 2     | .337     | .327     | 2        | 6     |
| 通算：2年 | 通算：2年 | .264  | 133   | 549   | 492   | 58    | 130   | 17       | 4        | 12       | 60    | 75    | 40    | 10    | 4     | 3     | 3     | .388     | .330     | 8        | 9     |

- 各年度の太字はリーグ最高

### 背番号
- 55（2015年 - 2016年）[6]
- 014（2017年 - 2018年）
- 72（2022年）

### 登場曲
- AK-69『Flying B』（2017年 - 2018年）
- AK-69 a.k.a.kalassy Nikoff『IRON HORSE - No Mark -』（2018年）